# Mesonauta festivus
Cichlidé drapeau
Espèce
Statut de conservation UICN

 LC  : Préoccupation mineure
Mesonauta festivus, le Cichlidé drapeau[réf. nécessaire], est une espèce sud-américaine de poissons d'eau douce de la famille des Cichlidés. C'est l'un des Clichlidés les plus répandus dans le bassin de l'Amazone[réf. nécessaire].

## Répartition
Ce poisson se rencontre en Bolivie, au Brésil, au Paraguay et au Pérou.

## Description
Mesonauta festivus peut mesurer jusqu'à 121 mm, queue non comprise.

## Mesonauta festivuset l'Homme
C'est un poisson d'aquarium depuis 1908, car il n'est pas trop exigeant et se reproduit facilement.

## Classification
Le nom valide complet (avec auteur) de ce taxon est Mesonauta festivus (Heckel, 1840).
L'espèce a été initialement classée dans le genre Heros sous le protonyme Heros festivus Heckel, 1840,.
Mesonauta festivus a pour synonymes :
- Heros festivus Heckel, 1840
- Mesonauta festiva (Heckel, 1840)
- Mesonauta festivum (Heckel, 1840)

### Étymologie
Son épithète spécifique, du latin festivus, « de la fête », décrit par l'auteur comme une « très excellente espèce, magnifiquement colorée »

### Publication originale
- (de) Jacob Heckel, « Johann Natterer's neue Flussfische Brasilien's: nach den beobachtungen und mittheilungen des entdeckers », Annalen des Wiener Museums der Naturgeschichte, Vienne, Rohrmann und Schweigerd, vol. 2,‎ 1840, p. 325-471 (OCLC 1605542, DOI 10.5962/BHL.TITLE.101457, lire en ligne).